# Haworthiopsis reinwardtii
Haworthiopsis reinwardtii, coneguda abans com Haworthia reinwardtii, és una espècie suculenta que pertany a la família de les asfodelòidies.
Aquesta espècie està estretament emparentada amb Haworthiopsis coarctata, el que la diferència d'aquesta espècie són els tubercles més grans, aplanats i blancs.

## Morfologia

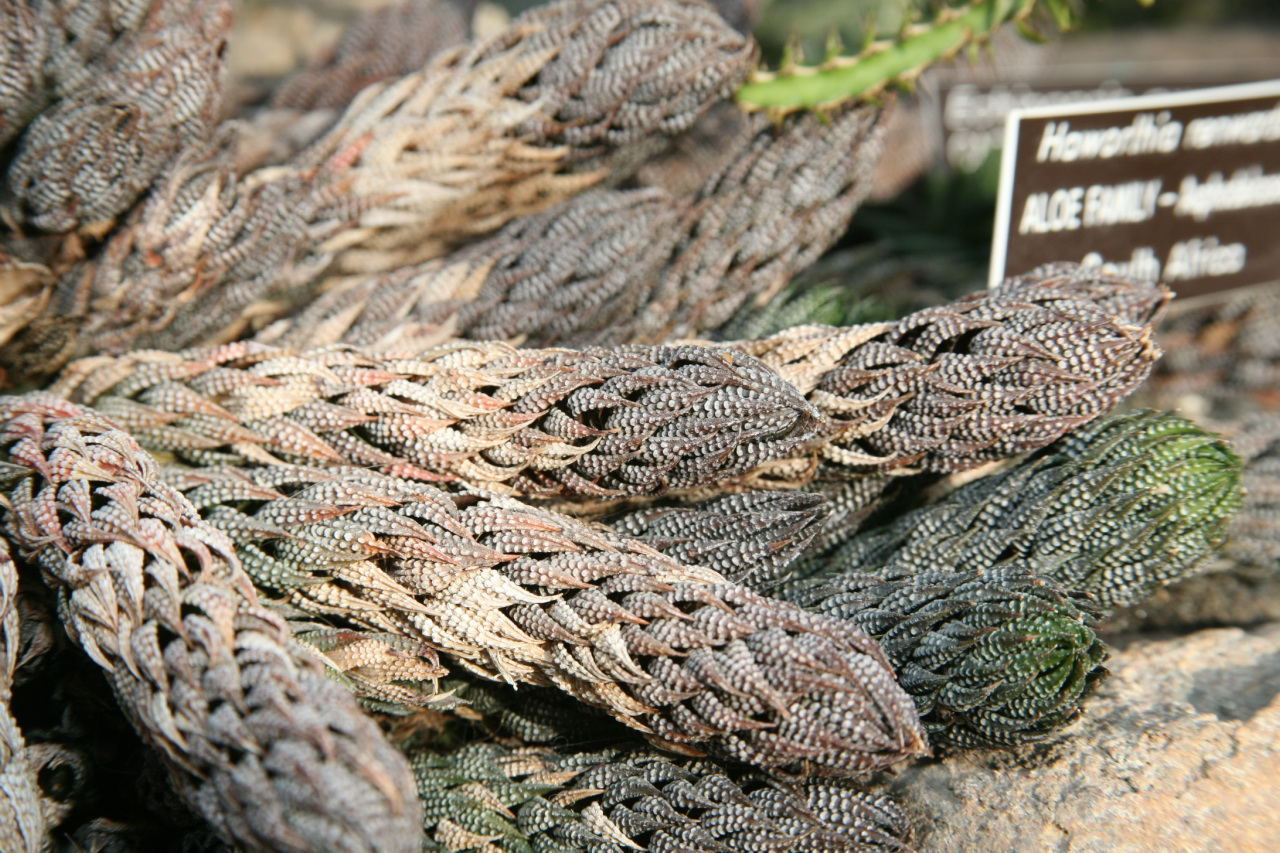
H. reinwardtii amb les seves típiques fulles primes i fortament tuberculoses

H. reinwardtii és una planta suculenta d'uns 20 a 35 cm de alçada per 4 a 10 cm de diàmetre. Les fulles, a diferència d'altres espècies del mateix gènere, se superposen les unes sobre les altres en espiral, formant una atapeïda roseta allargada. Les fulles, erectes o esteses, tenen uns 7 cm de llargada per 2 cm a la base, acabant en un àpex agut incurvat; de color verd o verd marronós, estan per petits tubercles aplanats blancs o grisencs. Es reprodueix des de la base arribant a formar densos grups. La inflorescència és una única tija, de vegades ramificada, d'uns 30 cm de llargada. Les flors, entre 15 i 20, s'agrupen a la punta, de color blanc verdós, de forma tubular i corbada, amb els tèpals interiors revoluts.

## Distribució i hàbitat
Haworthiopsis reinwardtii creix al sud i sud-est de Grahamstown entre els rius Kowie i Fish i cap a l'est des del riu Fish fins a East London, a la província del Cap Oriental, a Sud-àfrica.
L'hàbitat típic a on creix, consisteix en vessants rocosos secs, habitats per herbes, amb arbustos emergents més alts, sota els quals creixen les Haworthia. També creixen en fissures rocoses de penya-segats rocosos en posicions més exposades o a l'ombra de les roques.

## Taxonomia
Haworthia reinwardtii va ser descrita per Adrian Hardy Haworth i publicada a Saxifragearum Enumeratio. . . accedunt revisiones plantarum succulentarum 53, a l'any 1821. i reubicada a Haworthiopsis com a Haworthiopsis reinwardtii per G.D.Rowley el 2013.
Etimologia
Haworthiopsis: La terminació -opsis deriva del grec ὀψις (opsis), que significa 'aparença', 'semblant' per la qual cosa, Haworthiopsis significa "com a Haworthia", i que honora al botànic britànic Adrian Hardy Haworth (1767-1833).
reinwardtii: epítet en honor de Caspar Georg Carl Reinwardt (1773-1854), botànic holandès d'origen prussià, professor de química, farmàcia i ciències naturals, recollit a Sud-àfrica, fundador i primer director d'agricultura del Jardí Botànic de Bogor (Buitenzorg) a Java.
Varietats i formes acceptades
- Haworthiopsis reinwardtii var. reinwardtii. Varietat tipus.
- Haworthiopsis reinwardtii var. brevicula (G.G.Sm.) G.D.Rowley, Alsterworthia Int., Special Issue 10: 5 (2013).
- Haworthiopsis reinwardtii f. chalumnensis (G.G.Sm.) Gildenh. & Klopper, Phytotaxa 265: 10 (2016).
- Haworthiopsis reinwardtii f. kaffirdriftensis (G.G.Sm.) Gildenh. & Klopper, Phytotaxa 265: 10 (2016).
- Haworthiopsis reinwardtii f. olivacea (G.G.Sm.) Gildenh. & Klopper, Phytotaxa 265: 11 (2016).[8]

Sinonímia
- Aloe reinwardtii Salm-Dyck, Observ. Bot. Horto Dyck.: 37 (1821). (Basiònim/sinònim substituït)
- Haworthia reinwardtii (Salm-Dyck) Haw., Saxifrag. Enum. 2: 53 (1821).
- Catevala reinwardtii (Salm-Dyck) Kuntze, Revis. Gen. Pl. 2: 707 (1891).[9]